# Messina Challenger 1981
Il Messina Challenger 1981 è stato un torneo di tennis facente parte della categoria ATP Challenger Series nell'ambito dell'ATP Challenger Series 1981. Il torneo si è giocato a Messina in Italia dal 7 al 14 settembre 1981 su campi in terra rossa.

## Vincitori

### Singolare
Mario Martínez ha battuto in finale  Robbie Venter con il punteggio di 6–4, 7–5

### Doppio
Alejandro Pierola /  Belus Prajoux hanno battuto in finale  Mario Calautti /  Roberto Calautti con il punteggio di 3–6, 6–4, 7–6